# Kajikia audax
Kajikia audax (Philippi, 1887), noto comunemente come marlin striato, è un pesce osseo marino appartenente alla famiglia Istiophoridae.

## Distribuzione e habitat
Vive nelle fasce tropicali, subtropicali e temperate calde (raggiunge il 45º parallelo sia nord che sud) degli oceani Indiano e Pacifico, in quest'ultimo caso sia sul lato asiatico che su quello americano. Rari individui sono stati catturati sulla sponda atlantica del Sudafrica. È la specie di marlin più comune nell'Indo-Pacifico. Popola acque più fredde rispetto ai marlin del genere Makaira. Specie pelagica vive in mare aperto in acque superficiali, di solito al di fuori della piattaforma continentale. Si avvicina alle coste solo dove queste cadono a picco.

## Descrizione
L'aspetto di questo pesce è quello tipico degli Istiophoridae, in particolare richiama da vicino il marlin bianco. Il corpo è affusolato, solo leggermente compresso ai lati. Il rostro è relativamente lungo e robusto, ha sezione rotonda; la fronte si innalza bruscamente subito dietro l'occhio. Le pinne dorsali sono due, la prima lunga, con un lobo alto e acuto nella parte anteriore a cui segue una parte bassa, la seconda è piccola e posta molto indietro, quasi sul peduncolo caudale. Anche le pinne anali sono due, la prima breve ma con un lobo appuntito abbastanza alto, la seconda opposta e identica alla seconda dorsale. Le pinne pettorali sono lunghe e sottili, con punta acuta. Le pinne ventrali sono molto sottili e piuttosto lunghe. La pinna caudale è falcata. Il peduncolo caudale è abbastanza sottile e compresso lateralmente, porta due carene per lato. Scaglie piccole e allungate. La linea laterale ha una curva all'altezza delle pettorali, poi prosegue rettilinea. Il colore del corpo è argenteo su fianchi e ventre mentre è blu scuro sul dorso. Sui fianchi sono presenti fino a 15 strisce verticali di colore blu intenso, spesso suddivise in una fila di punti. Pinne scure, talvolta con riflessi bluastri. La prima dorsale ha colore blu scuro. La base delle pinne anali è biancastra.
La taglia massima è di 420 centimetri, mediamente misura attorno a 290 cm. Il peso massimo noto è di 440 kg.

## Biologia
Specie fortemente migratoria. Solitario, forma modeste aggregazioni di individui della stessa taglia durante il periodo riproduttivo.

### Alimentazione
Si nutre di pesci, cefalopodi e crostacei.

### Riproduzione
Le femmine depongono le uova in numerosi eventi di deposizione durante un lungo periodo. Il periodo di massima riproduzione è l'inizio dell'estate. Si riproduce solo in acque che abbiano una temperatura di almeno 25 °C.

## Predatori
Le fasi giovanili sono catturate da numerosi predatori mentre gli adulti possono essere preda solo di grandi squali o di cetacei odontoceti.

## Pesca
Questa specie ha una certa importanza sia per la pesca commerciale che per la pesca sportiva. Viene catturata soprattutto con i palamiti e, in piccola quantità, con l'arpione. La pesca con i palamiti avviene di solito su attrezzi destinati alla cattura dei tonni, si tratta quindi di bycatch. Gli stati che catturano le maggiori quantità sono Giappone e Taiwan. Le carni sono eccellenti, considerate le migliori di tutti i marlin per la preparazione di sushi e sashimi.

## Conservazione
La IUCN classifica K. audax come a rischio minimo, sebbene il suo areale sia estremamente vasto, gli stock non paiono gestiti in maniera sostenibile. Le popolazioni sono diminuite del 20-25% negli ultimi 16 anni.